# Kanton Moulins-Ouest
Kanton Moulins-Ouest (fr. Canton de Moulins-Ouest) je francouzský kanton v departementu Allier v regionu Auvergne. Tvoří ho sedm obcí.

## Obce kantonu
- Aubigny
- Avermes
- Bagneux
- Coulandon
- Montilly
- Moulins (západní část)
- Neuvy